# Мария Ангелова (Кочани)
Мария Ангелова (на македонска литературна норма: Марија Ангелова) е юристка и политик от Северна Македония.

## Биография
Родена е на 8 декември 1978 година в град Кочани, тогава в Социалистическа федеративна република Югославия. Завършва право в Юридическия факултет на Скопския университет. На 15 юли 2020 година е избрана за депутат от Социалдемократическия съюз на Македония в Събранието на Северна Македония.